# Андресен, Мартин
Мартин Андресен (англ. Martin Andresen; род. 2 февраля 1977, Ши, Акерсхус) — норвежский футболист, который играл на позиции полузащитника, также был футбольным тренером.

## Клубная карьера
Андресен родился 2 февраля 1977 года в Кракстаде. С 1995 по 1999 год он был постоянным участником молодёжных сборных Норвегии разных возрастов, когда играл за «Мосс», «Викинг» и «Стабек». После сезона 1999 года Андресен перешёл в клуб Премьер-лиги «Уимблдон» за 1 миллион фунтов стерлингов. Но, как и многие другие норвежцы в клубе, он не смог там закрепиться. Он забил один гол за «Уимблдон», его команда потерпела поражение от «Ливерпуля» 2:1. После краткосрочной аренды в «Молде» в 2001 году Андресен вернулся в «Стабек», где стал одним из лучших центральных полузащитников в Норвегии.
После успешного сезона 2003 года, когда «Стабек» получил бронзовые медали в норвежском чемпионате, в 2004 году Андресен был отдан в аренду клубу Премьер-лиги «Блэкберн Роверс». Срок аренды составлял шесть месяцев — с февраля по август — но он так и не закрепился в английском клубе. Андресен вернулся в «Стабек» и помог клубу избежать вылета из норвежской Премьер-лиги. Позже Андресен получил травму, а «Стабек» не смог сохранить своё место в высшей лиге Норвегии. Андресен, не желая играть в Первом дивизионе, попросил продать его. Многие клубы в Норвегии интересовались капитаном сборной; однако высокая цена отпугнула многих, в том числе чемпиона, «Русенборг». «Волеренга» выразила готовой приобрести Андресена, но в итоге 23 декабря 2004 года его подписал «Бранн».
Андресен стал самым дорогим игроком в истории «Бранна», стоимость сделки составила около 15000000 норвежских крон. После неудовлетворительного первого сезона, сильно испорченного травмами, Андресен смог набрать форму к 2006 году. В межсезонье он был назначен капитаном «Бранна», чётко продемонстрировав свою значимость для клуба. В 2006 году «Бранн» хорошо начал сезон, а Андресен был назначен капитаном. Также он периодически был капитаном сборной Норвегии. В 2007 году Андресен в статусе капитана выиграл с «Бранном» норвежскую лигу. Он также попал в символическую сборную сезона.
6 ноября 2007 года было объявлено, что Андресен станет играющим тренером «Волеренги», при этом он оставался игроком «Бранна». На следующий день «Бранн» разорвал контракт с Андресеном. Он подписал трёхлетний контракт с «Волеренгой» в качестве игрока и тренера. Андресен стал первым играющим тренером в высшем дивизионе Норвегии со времён Хьетиля Рекдаля, который в 2001 году также возглавил «Волеренгу».
Он активно играл до сезона 2010 года, после чего провёл ещё несколько матчей за резервную команду во Втором дивизионе. В 2011 году он играл за «Фолло», который выступал в том же дивизионе, сыграл восемь матчей за клуб.
15 октября 2012 года Андресен был уволен с поста тренера «Волеренги».
В преддверии сезона 2013 года он присоединился к «Стабеку», который вылетел в Первый дивизион.
18 августа 2015 года он присоединился к «Саннефьорду» на оставшуюся часть сезона 2015 года.

## Международная карьера
Он дебютировал за Норвегию в товарищеском матче против Турции 15 августа 2001 года. Затем он участвовал в отборочных матчах на чемпионат Европы по футболу 2004, куда Норвегия так и не прошла.
Когда он был близок к потере своего места в сборной, находясь в «Блэкберне», за него заступился Джоне Карью. Карью уговаривал тренера продолжать вызывать Андресена, несмотря на недостаток игровой практики в «Блэкберне». Затем Андресен подтвердил свою значимость для команды, забив единственный гол в матче с Сербией и Черногорией в Белграде. Тренер Оге Харейде неожиданно перед игрой впервые вручил ему капитанскую повязку. Месяц спустя Андресен также одержал победу со счётом 3:2 над Россией, что в итоге усилило его притязания на лидерство.
После этого Оге Харейде официально назначил его капитаном национальной сборной на матчи квалификации на чемпионат мира 2006 года в Германии. Ранее он делил капитанскую повязку с бывшим постоянным капитаном Клаусом Лундеквамом. В результате он выводил команду на поле в семи матчах квалификации. Команда заняла второе место после Италии и вышла в стыковые матчи. Там Норвегия дважды с минимальным счётом проиграла Чехии и таким образом не вышла в финальную часть мундиаля. Андресен не смог принять участие в обеих играх из-за травмы.
Затем последовал отбор на чемпионат Европы 2008 года. Команда до последнего претендовала на выход в финальную часть до поражения в предпоследнем туре в игре против Турции (2:1). Андресен сыграл десять квалификационных матчей, одну игру пропустил из-за травмы. Норвегия стала третьей после Греции и Турции. В итоге Андресену так и не удалось поучаствовать в крупных международных турнирах с Норвегией.
Когда проблемы с травмами обострились в конце 2008 года, и он выбыл на несколько матчей, он передал капитанскую повязку игроку «Фулхэма» Бреде Хангеланду.
В итоге Андресен сыграл 43 матча за сборную Норвегии, забив три мяча.

## Статистика

### Матчи Андресена за сборную Норвегии
| Матчи Андресена за сборную Норвегии | Матчи Андресена за сборную Норвегии | Матчи Андресена за сборную Норвегии | Матчи Андресена за сборную Норвегии | Матчи Андресена за сборную Норвегии | Матчи Андресена за сборную Норвегии |
| ----------------------------------- | ----------------------------------- | ----------------------------------- | ----------------------------------- | ----------------------------------- | ----------------------------------- |
| №                                   | Дата                                | Соперник                            | Счёт                                | Голы Андресена                      | Соревнование                        |
| 1                                   | 15 августа 2001                     | Турция                              | 1:1                                 | —                                   | Товарищеский матч                   |
| 2                                   | 22 мая 2002                         | Исландия                            | 1:1                                 | —                                   | Товарищеский матч                   |
| 3                                   | 20 августа 2003                     | Шотландия                           | 0:0                                 | —                                   | Товарищеский матч                   |
| 4                                   | 6 сентября 2003                     | Босния и Герцеговина                | 0:1                                 | —                                   | Чемпионат Европы 2004 (отбор)       |
| 5                                   | 10 сентября 2003                    | Португалия                          | 0:1                                 | —                                   | Товарищеский матч                   |
| 6                                   | 11 октября 2003                     | Люксембург                          | 1:0                                 | —                                   | Чемпионат Европы 2004 (отбор)       |
| 7                                   | 15 ноября 2003                      | Испания                             | 1:2                                 | —                                   | Чемпионат Европы 2004 (отбор)       |
| 8                                   | 19 ноября 2003                      | Испания                             | 0:3                                 | —                                   | Чемпионат Европы 2004 (отбор)       |
| 9                                   | 18 февраля 2004                     | Северная Ирландия                   | 4:1                                 | —                                   | Товарищеский матч                   |
| 10                                  | 31 марта 2004                       | Сербия и Черногория                 | 1:0                                 | 1                                   | Товарищеский матч                   |
| 11                                  | 28 апреля 2004                      | Россия                              | 3:2                                 | 1                                   | Товарищеский матч                   |
| 12                                  | 27 мая 2004                         | Уэльс                               | 0:0                                 | —                                   | Товарищеский матч                   |
| 13                                  | 18 августа 2004                     | Бельгия                             | 2:2                                 | —                                   | Товарищеский матч                   |
| 14                                  | 4 сентября 2004                     | Италия                              | 1:2                                 | —                                   | Чемпионат мира 2006 (отбор)         |
| 15                                  | 8 сентября 2004                     | Беларусь                            | 1:1                                 | —                                   | Чемпионат мира 2006 (отбор)         |
| 16                                  | 9 октября 2004                      | Шотландия                           | 1:0                                 | —                                   | Чемпионат мира 2006 (отбор)         |
| 17                                  | 13 октября 2004                     | Словения                            | 3:0                                 | —                                   | Чемпионат мира 2006 (отбор)         |
| 18                                  | 24 мая 2005                         | Коста-Рика                          | 1:0                                 | —                                   | Товарищеский матч                   |
| 19                                  | 4 июня 2005                         | Италия                              | 0:0                                 | —                                   | Чемпионат мира 2006 (отбор)         |
| 20                                  | 3 сентября 2005                     | Словения                            | 3:2                                 | —                                   | Чемпионат мира 2006 (отбор)         |
| 21                                  | 7 сентября 2005                     | Шотландия                           | 1:2                                 | —                                   | Чемпионат мира 2006 (отбор)         |
| 22                                  | 24 мая 2006                         | Парагвай                            | 2:2                                 | —                                   | Товарищеский матч                   |
| 23                                  | 1 июня 2006                         | Республика Корея                    | 0:0                                 | —                                   | Товарищеский матч                   |
| 24                                  | 16 августа 2006                     | Бразилия                            | 1:1                                 | —                                   | Товарищеский матч                   |
| 25                                  | 2 сентября 2006                     | Венгрия                             | 4:1                                 | —                                   | Чемпионат Европы 2008 (отбор)       |
| 26                                  | 6 сентября 2006                     | Молдова                             | 2:0                                 | —                                   | Чемпионат Европы 2008 (отбор)       |
| 27                                  | 7 октября 2006                      | Греция                              | 0:1                                 | —                                   | Чемпионат Европы 2008 (отбор)       |
| 28                                  | 7 февраля 2007                      | Хорватия                            | 1:2                                 | —                                   | Товарищеский матч                   |
| 29                                  | 24 марта 2007                       | Босния и Герцеговина                | 1:2                                 | —                                   | Чемпионат Европы 2008 (отбор)       |
| 30                                  | 28 марта 2007                       | Турция                              | 2:2                                 | 1                                   | Чемпионат Европы 2008 (отбор)       |
| 31                                  | 2 июня 2007                         | Мальта                              | 4:0                                 | —                                   | Чемпионат Европы 2008 (отбор)       |
| 32                                  | 6 июня 2007                         | Венгрия                             | 4:0                                 | —                                   | Чемпионат Европы 2008 (отбор)       |
| 33                                  | 22 августа 2007                     | Аргентина                           | 2:1                                 | —                                   | Товарищеский матч                   |
| 34                                  | 8 сентября 2007                     | Молдова                             | 1:0                                 | —                                   | Чемпионат Европы 2008 (отбор)       |
| 35                                  | 12 сентября 2007                    | Греция                              | 2:2                                 | —                                   | Чемпионат Европы 2008 (отбор)       |
| 36                                  | 17 октября 2007                     | Босния и Герцеговина                | 2:0                                 | —                                   | Чемпионат Европы 2008 (отбор)       |
| 37                                  | 6 февраля 2008                      | Уэльс                               | 0:3                                 | —                                   | Товарищеский матч                   |
| 38                                  | 26 марта 2008                       | Черногория                          | 1:3                                 | —                                   | Товарищеский матч                   |
| 39                                  | 28 мая 2008                         | Уругвай                             | 2:2                                 | —                                   | Товарищеский матч                   |
| 40                                  | 20 августа 2008                     | Ирландия                            | 1:1                                 | —                                   | Товарищеский матч                   |
| 41                                  | 6 сентября 2008                     | Исландия                            | 2:2                                 | —                                   | Чемпионат мира 2010 (отбор)         |
| 42                                  | 11 февраля 2009                     | Германия                            | 1:0                                 | —                                   | Товарищеский матч                   |
| 43                                  | 1 апреля 2009                       | Финляндия                           | 3:2                                 | —                                   | Товарищеский матч                   |

Итого: 43 матча / 3 гола; 17 побед, 15 ничьих, 11 поражений.

## Достижения
- Кубок Норвегии: 1998 (со «Стабеком»), 2008 (С «Волеренгой»)
- Чемпионат Норвегии: 2007
- Футболист года в Норвегии: 2003

## Личная жизнь
Мартин Андресен является наследником норвежского производителя мебели Skeidar.
Помимо футбола он профессионально играл в бридж. В декабре 2009 года он в паре с Тором Хелнессом выиграл одно из соревнований на чемпионате Северной Америки по бриджу в Сан-Диего.